# Carlos III de Navarra

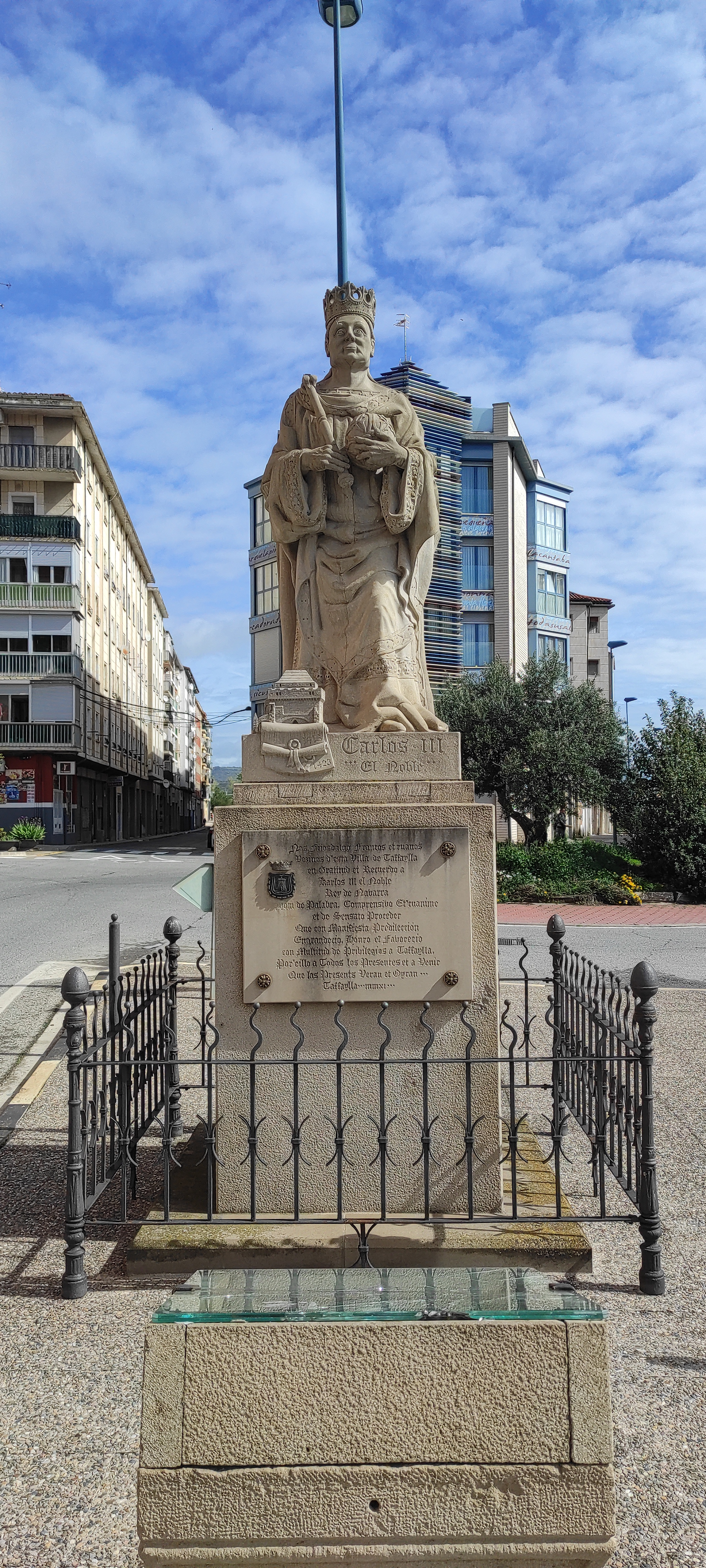
Monumento a Carlos III el Noble (Tafalla)

Carlos III de Navarra, apodado el Noble (Mantes-la-Jolie, 22 de julio de 1361-Olite, 8 de septiembre de 1425), fue rey de Navarra (1387-1425), conde de Évreux (1387-1404) y duque de Nemours (1404-1425). 

## Introducción
Fue hijo, y sucesor, de Carlos II de Navarra y de Juana de Valois. Le tocó vivir, y dirigir, un reino a caballo entre el siglo XIV y XV en una Europa marcada por las consecuencias políticas y económicas de la Guerra de los Cien Años (1337-1453), «el hecho más determinante que afectó a Inglaterra y Francia, pero también a todos los reinos cristianos peninsulares», también el Cisma de Occidente (1378-1417) marcará su etapa vital y su gobierno, pero fundamentalmente su reinado estará marcado por los sucesos de 1378, una década antes de su ascenso al trono, siendo aún un adolescente, cuando, encabezando una embajada enviada por Carlos II ante la corte francesa, fue apresado en París por orden real —al descubrirse un complot contra la corona gala— al mismo tiempo que la corona de Navarra perdía sus posesiones en Francia y Enrique II de Castilla, alertado por los franceses de los planes navarros sobre Logroño, invadía el reino obligando a la humillante firma del Tratado de Briones (1379).
Son muchos los autores, como José Ramón Castro Álava, José María Lacarra, Béatrice Leroy o Eloísa Ramírez Vaquero, que contrastan su temperamento como «totalmente opuesto al de su padre: hombre pacífico y componedor de voluntades, sin dobleces ni subterfugios.» En líneas generales bajo su reinado la política internacional de Navarra abandona sus intereses continentales para centrarse en el reino mismo y cuidar los vínculos peninsulares: «De formación francesa, no podía guardar recuerdos demasiados gratos de su paso por la política de este reino. En cambio parece ganado por el ambiente castellano, que vivió en sus primeros y felices años de matrimonio con Leonor de Trastámara».
Siendo su reino el objeto de su principal atención, desarrolló una intensa administración procurando la designación de naturales del reino, formados e instruidos, para ocupar los principales puestos como fueron los casos de Garci López de Roncesvalles o García de Eugui, entre otros muchos. Desarrolló un extenso programa de construcciones de palacios reales al mismo tiempo que propicio la mejora de catedrales, monasterios e iglesias. Su educación francesa y castellana también propició el cuidado de la imagen institucional del trono, creando el principado de Viana, o determinando las nuevas armas del reino (se registra la primera mención escrita y expresa a las cadenas del escudo de Navarra). Finalmente, tras su desaparición, el reino recae en disputas nobiliarias internas (agramonteses y beamonteses) que culminarán con la paulatina merma de su territorio y con la separación e incorporación del reino a las coronas de Francia y España respectivamente un siglo más tarde. 

## Carlos, infante: primeros años

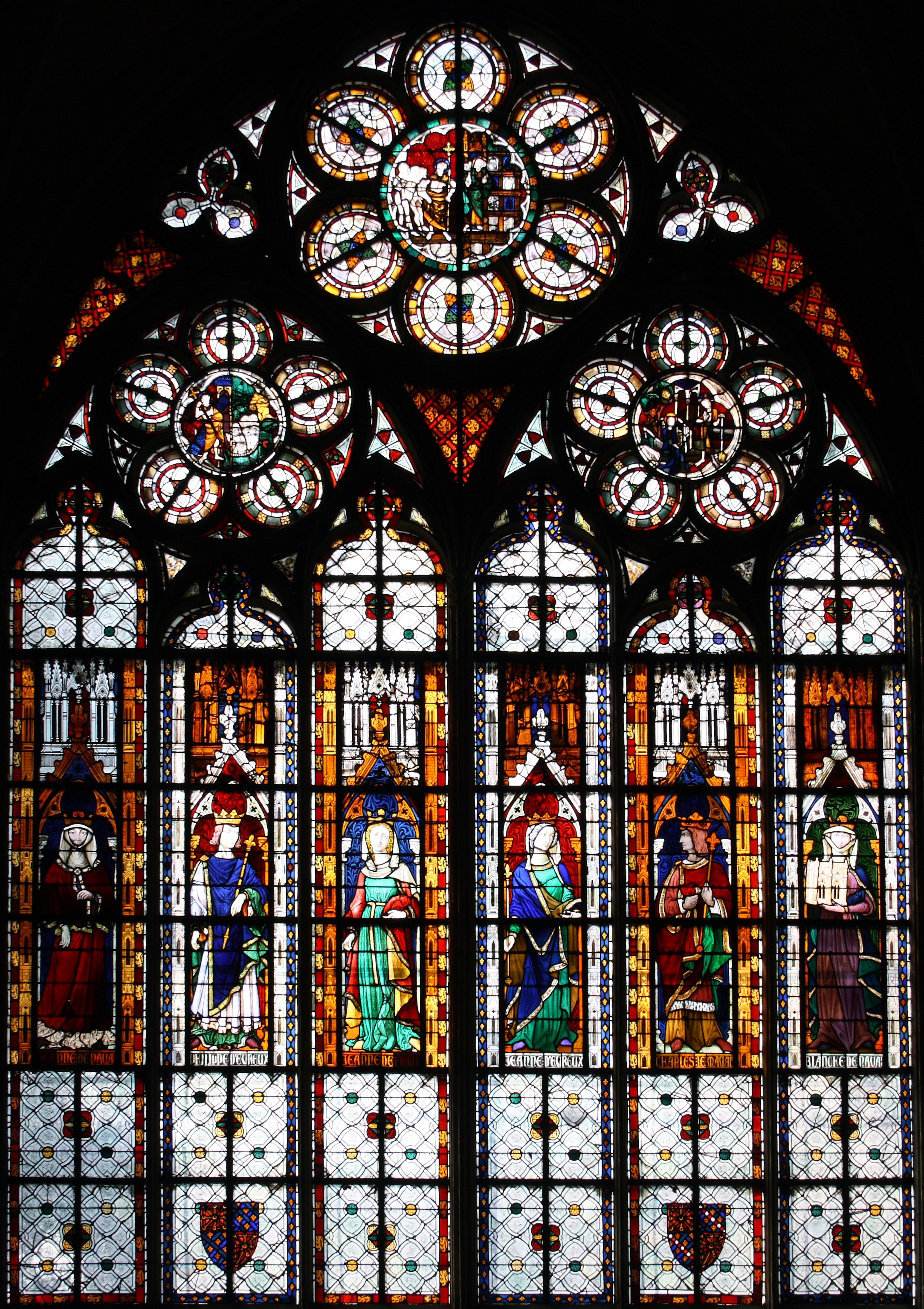
Vidriera de la Capilla Navarra situada en la Colegiata de Notre-Dame de Mantes-la-Jolie, donde se muestran a varios reyes y reinas de Navarra de la Casa de Évreux.

### Mantes y la Casa de Évreux
La ciudad de Mantes, a las puertas de París, fue lugar de residencia de sus padres durante las largas estancias fuera de Navarra que los asuntos suscitados en el contexto de la Guerra de los Cien Años les obligaron a cuidar de sus intereses en el Condado de Évreux y otras posesiones patrimoniales en el entorno de la capital francesa, habiendo firmado el Tratado de Brétigny recientemente (8 de mayo de 1360) y se habían reencontrado los reyes de Francia y Navarra en Saint-Denis (12 de diciembre de 1360). Así pues, firmadas las paces y nacido su hijo, en noviembre de 1361 regresa a Navarra tras diez años de ausencia, pero dejando en Francia a la reina, Juana, y al infante recién nacido, Carlos.
Poco más tarde será la reina quien pise por primera vez suelo navarro (enero de 1363), pero habiendo dejado al pequeño Carlos en Évreux con su tía Blanca de Évreux, viuda del rey de Francia, Felipe VI. Hasta el 28 de diciembre de 1365 no regresa la reina Juana al condado y se reencuentra con un infante Carlos cuatro años mayor. Ese mismo año, el rey de Francia, Carlos V, le había despojado definitivamete a su cuñado Carlos II de sus pertenencias en Mantes y Meulan. En abril de 1366 nace en Évreux su hermano Pedro de Navarra, futuro conde de Mortain.

### El infante Carlos llega a Navarra. Fallecimiento de la reina
En agosto del año siguiente (1366), los infantes Carlos y Pedro pisan por primera vez suelo navarro. Carlos tenía ya cinco años. Carlos II salió a recibirlos a San Juan de Pie de Puerto, ya que no conocía apenas a ninguno de sus dos hijos.
En 1369, durante un viaje de su padre a Francia, ya se intitula, a pesar de su corta edad, como lugarteniente del reino. Serán años donde sus padres se verán obligados de forma recurrente a regresar a Francia, siendo así que su madre Juana fallece súbitamente el 3 de noviembre de 1373 en Évreux mientras realizaba una misión encomendada por su marido frente a su regio hermano.

### Matrimonio con Leonor
Su matrimonio con Leonor de Trastámara, hija del rey Enrique II de Castilla, el 27 de mayo de 1375 en Soria puso fin a los conflictos entre ambos reinos y creó una relación de amistad que continuó en tiempos de los reyes de Castilla Juan I y Enrique III. Leonor era hija de Enrique II y de Juana Manuel, por tanto nieta de don Juan Manuel.

### Embajador y prisionero
Siendo infante, por orden de su padre (Carlos II) encabezó en 1378 una embajada para parlamentar con Carlos V de Francia. Este último le apresó y ordenó el embargo de las posesiones navarras en Francia, salvándose solo el inexpugnable Cherburgo. En el interrogatorio se descubrieron los planes del rey navarro para conseguir la villa de Logroño. Alertado el rey Enrique II de Castilla, ordenó la invasión de Navarra, obligando a Carlos II a firmar el Tratado de Briones. El infante Carlos fue liberado en 1380.

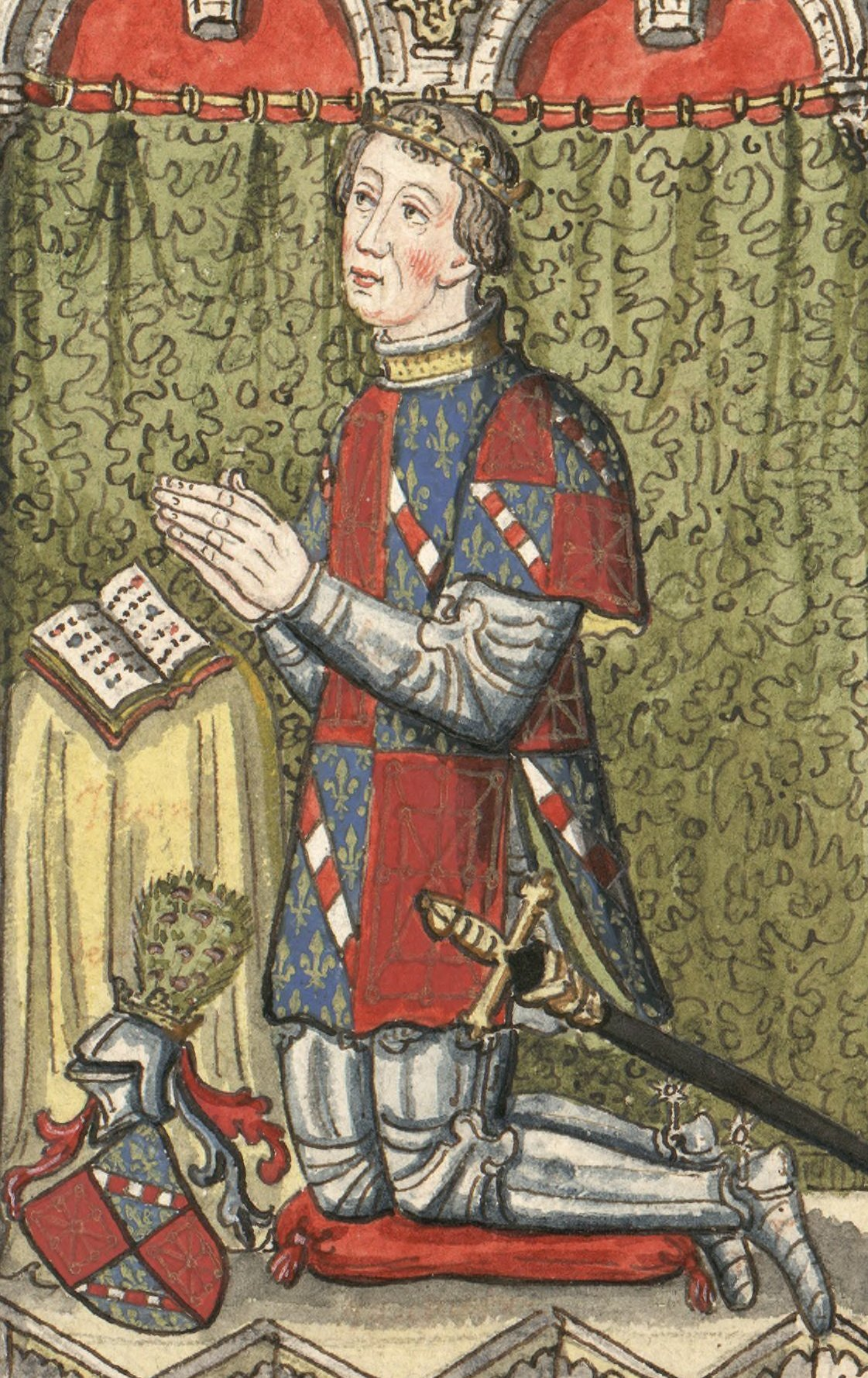
Carlos III de Navarra

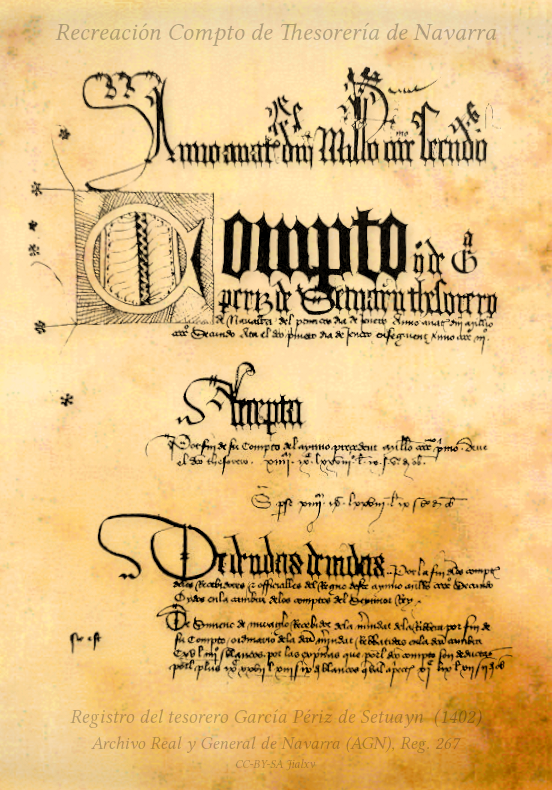
Registro de tesorería de 1402 (AGN, Comptos Reg. 267) firmado por García Périz de Setuáin, tesorero de Navarra.

## Carlos, rey: ascenso al trono
A principios del año 1387 fallecía Carlos en Pamplona. Su hijo Carlos se hallaba en Castilla. En el momento de su llegada al trono, el reino «estaba exhausto: varias plazas tenían guarniciones castellanas, el soberano no tenía apenas ningún amigo o aliado exterior, las crisis epidémicas y climáticas habían diezmado la población y sus recursos a lo largo de varias temporadas, y la excelente organización financiera no contaba con muchos recursos para hacer frente a tantos problemas.» La coronación del rey Carlos III ocurre años más tarde, en la antigua Catedral románica de Pamplona, el 13 de febrero de 1390, que apenas unos meses más tarde se derrumbará (1 de julio de 1390) por la zona del coro. Aún tardará unos años más en realizarse la coronación de la reina Leonor: el 3 de junio de 1403, y se celebrará en la nueva catedral gótica.
En un contexto de crisis económica, pacifismo exterior y creciente aristocratización de la sociedad (paralela a la de Aragón), Carlos III abordó una política acorde con las posibilidades y recursos de Navarra.
Procuró la distensión de relaciones con Castilla, Aragón, Francia e Inglaterra mediante una política de colaboración, apoyo al papado de Aviñón y relaciones matrimoniales: 
- Con Castilla colaboró en las guerras contra Granada y propició los matrimonios del infante Juan, hijo de Fernando de Antequera, con las infantas Isabel y Blanca (1412).
- También buscó la paz con Aragón mediante el matrimonio de la infanta Blanca con Martín el Joven (1402), heredero por entonces al trono aragonés.[25]
- Lo mismo sucedió respecto a Francia e Inglaterra.[26]

La vinculación de Navarra con la casa francesa de Foix (mediante el matrimonio de su hija Juana con Juan I de Foix) fue obra suya. Dicho matrimonio había sido preparado antes de la muerte del heredero al trono navarro, Carlos, y se celebró a posteriori, aunque ello supusiera que su yerno sumara Navarra a sus dominios, cosa que se interpreta como que al monarca no le importaba que su reino pasara a formar parte del mundo feudal francés. En cualquier caso, la muerte sin descendencia de Juana frustró esa posibilidad.
Entre sus reformas políticas sobresalen las ordenanzas de la Cort o tribunal supremo en 1413.

### Reorientación estratégica: de la política continental a la peninsular
El abandono del expansionismo de su padre le permitió personalizar un proceso de alejamiento de Francia y de navarrización de la Dinastía de Évreux. Por el Tratado de París de 1404 se solucionaron las diferencias con Carlos VI de Francia, renunciando a los feudos franceses de su casa, (condado de Champaña y Brie) y el nombramiento de navarros para los puestos principales de gobierno.
Instituyó el título de príncipe de Viana en 1423 para los herederos al trono del reino navarro. El primero en ostentar este título fue su nieto Carlos. También en este año firmó el Privilegio de la Unión. Al principio de su reinado creó la orden del Lebrel Blanco, que llevaba la divisa «A Buena Fe» (Bonne foy).
En 1415, se planteó el problema de volver a casar a su hija Blanca, retornada a Navarra tras enviudar del rey de Sicilia, ahora heredera. Los Foix presentaron como candidato al viudo de su primogénita Juana, Juan III, y Fernando de Antequera propuso a su segundo hijo, el futuro Juan, doce años menor que su posible esposa. Finalmente, entre quedar incardinado en la red de señoríos franceses y continuar como reino (aunque bajo la red política de Aragón), el monarca optó por lo segundo. Las condiciones para la celebración del enlace, fijadas en el tratado de Olite firmado el 6 de noviembre de 1419) y el de Guadalajara el 18 de febrero de 1420 fueron las siguientes: el trono sería para Blanca (que recibiría el ducado de Nemours) y sus descendientes, ninguna parte de Navarra podría ser anexada a otro reino y los cargos públicos deberían ser solo para los navarros. El reino quedaba así ligado a la poderosa dinastía de Trastámara, pero con salvaguardas para su permanencia.
Destacó como impulsor de las artes, pues concluyó las obras de reconstrucción de la Catedral de Pamplona, que se había hundido el 1 de julio de 1380, e hizo edificar los palacios reales de Tafalla y de Olite, donde murió en 1425 a los 64 años.

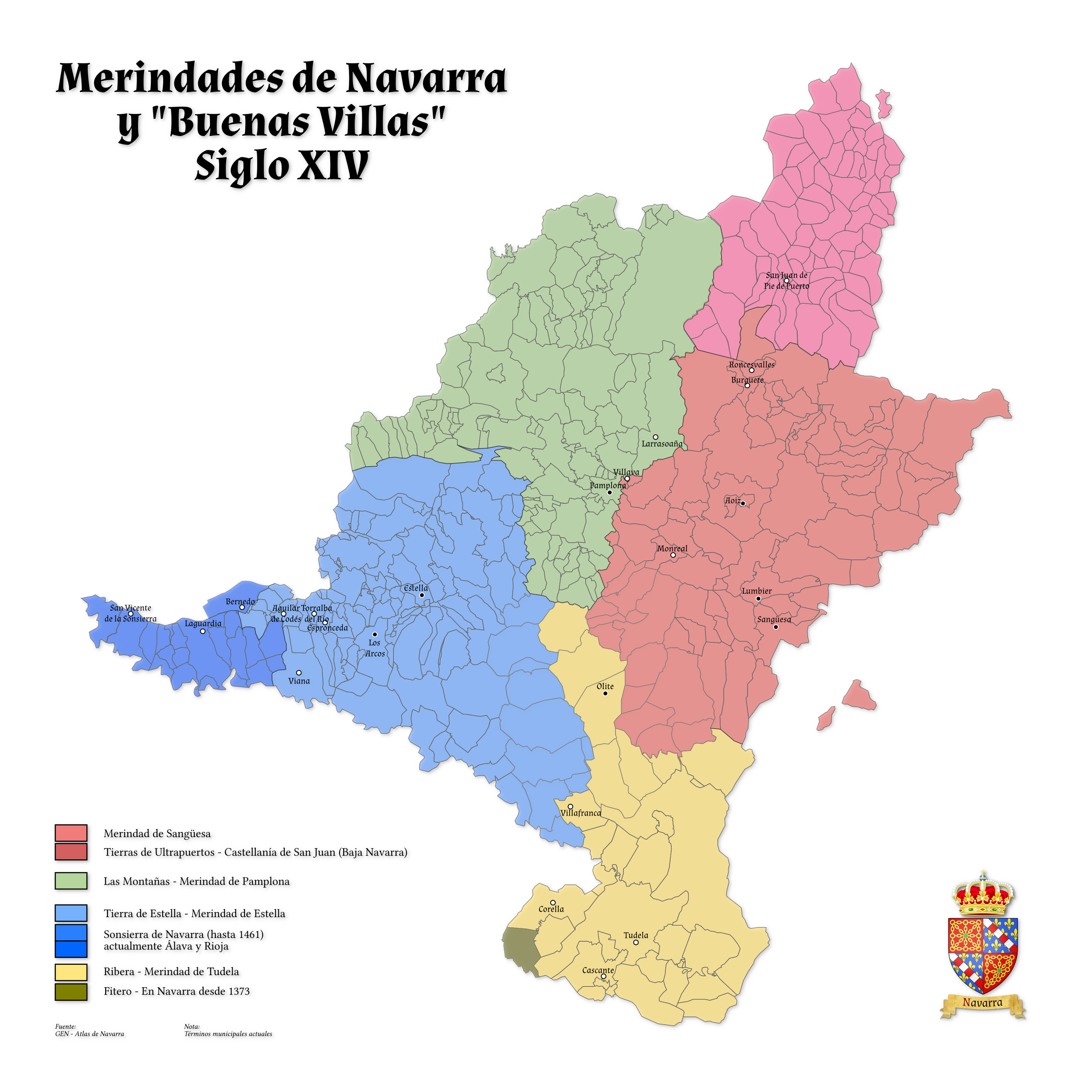
Evolución del mapa de Navarra hacia mediados del. La Merindad de Olite no se había creado aún. Fitero no se incorpora a Navarra hasta 1373.

### Aspectos económicos y sociales. La estructura administrativa
Tras los derroteros seguidos durante el anterior reinado de Carlos II, en los que el reino se vio inmerso en una dinámica de guerras continuas que exigieron aportaciones extraordinarias del reino para sufragar las empresas del monarca sobre el escenario continental europeo, inmerso en la Guerra de los Cien Años y a la que Navarra, con base en su situación geopolítica, no pudo escapar. También el historiador José María Lacarra apuntaba en su día «a otros dos hechos comunes a todos los Estados occidentales» que incidieron en «la crisis económica y la revolución de precios y salarios» que afectaba a «todo el Occidente europeo» y que se acentuaron con ese trasfondo político-bélico: «los efectos devastadores de la Gran peste y la introducción del oro como signo divisionario.»
Las crecientes necesidades financieras y la llegada de «nuevas fuerzas económicas y sociales» facilitó que la administración del reino se hiciera más tupida y compleja. Fue menester el continuo perfeccionamiento de las instituciones responsables de la recaudación y de la contabilidad. Al mismo tiempo, aumenta la conciencia y la atención hacia «los cuerpos encargados del control del poder real» por la exigencia de unos «Consejos del rey (...) cada vez más técnicos». Mientras que durante el gobierno de Carlos II «muchos de los puestos de confianza de la corona están en manos de «extranjeros», con Carlos III se produce una «nacionalización» del personal administrativo».
Tres eran los pilares centrales de la organización y administración de Navarra entonces: 
- el Consejo Real: es el más alto organismo de la administración. «Lo preside el rey —o en su ausencia la reina o sus lugartenientes— y colabora con él en las tareas legislativas y judiciales.» Es el tribunal supremo de la justicia y de la administración, al que cabía apelar respecto de la Cort y de la Cámara de Comptos. Es un organismo que ha evolucionado y «ya no lo forman los "doce ancianos y sabios de la tierra", de que habla el Fuero General, sino bastantes más, y no tiene una composición fija y un número limitado de personas.» En los tiempos que ocupan este periodo histórico están formados en parte por «los ricoshombres con el alférez real», los eclesiásticos, como «el obispo de Pamplona y los de sedes vecinas con jurisdicción en Navarra, el chantre y arcediano de la Tabla de Pamplona, el deán de Tudela, etc.», así como varios «altos cargos de la administración (canciller, tesorero, procurador real) y otros con función más técnica (alcaldes de Cort, oidores de Comptos), etc.»[35]
- la Cort: es el más alto tribunal de Justicia, aunque contra sus decisiones podía apelarse al Consejo Real. Su composición está limitada a cuatro alcaldes: uno por cada brazo de las Cortes de Navarra (nobles, eclesiástico y universidades) y el cuarto por el rey. Además contaba con el «procurador fiscal, cuatro notarios y un número variable, pero numeroso, de "porteros de la Cort", que eran los subalternos encargados de cumplimentar las decisiones de la misma.» En 1413 el rey establece «unas ordenanzas sobre el funcionamiento de la Cort y aranceles de la misma.»[36]
- la Cámara de Comptos: representa el máximo organismo en el ejercicio del oficio patrimonial y fiscal del reino y era una institución creada tiempo atrás, con los Teobaldos (Teobaldo I y Teobaldo II). En estos momentos de constante aumento de ingresos y gastos en el reino, «cobra una especial actividad, a la vez que se fiscaliza mejor la gestión de los agentes encargados de la recaudación.» Fue en 1365 cuando se realizó la reforma más importante, con Carlos II, al fijar «en cuatro el número de maestros oidores y dos clérigos o notarios, con atribuciones para fiscalizar las cuentas pasadas y presentes, investigar los derechos del rey en todo el reino, sugerir reformas en los impuestos, conceder franquicias y castigar las infracciones que se cometieran en materia hacendística.» En 1402 Carlos III «instituye el oficio de patrimonial o fiscal de la Cámara de Comptos.» Aunque había formalmente distinción entre el «Tesorero del Reino» y el «Tesorero del Rey», aunque no siempre de una manera diáfana, «la Cámara de Comptos revisaba igualmente las cuentas del hostal de los reyes y de los infantes.»[37]

En el contexto de las «ordenanzas dictadas por Carlos III en 1403-1404 en relación con la Tesorería», surge la figura de Garci López de Roncesvalles que, más conocido históricamente por su faceta de cronista, es nombrado «tesorero del reino» el 4 de diciembre de 1403 en un momento crítico del reinado durante el que se estaba llevando a cabo una importante renovación de la maquinaria financiera del reino. Garci López de Roncesvalles permanecerá en el puesto incluso después de fallecer el monarca, siendo un buen indicador de la confianza otorgada y disfrutada con Carlos III y sus sucesores, Blanca I de Navarra, y Juan II.

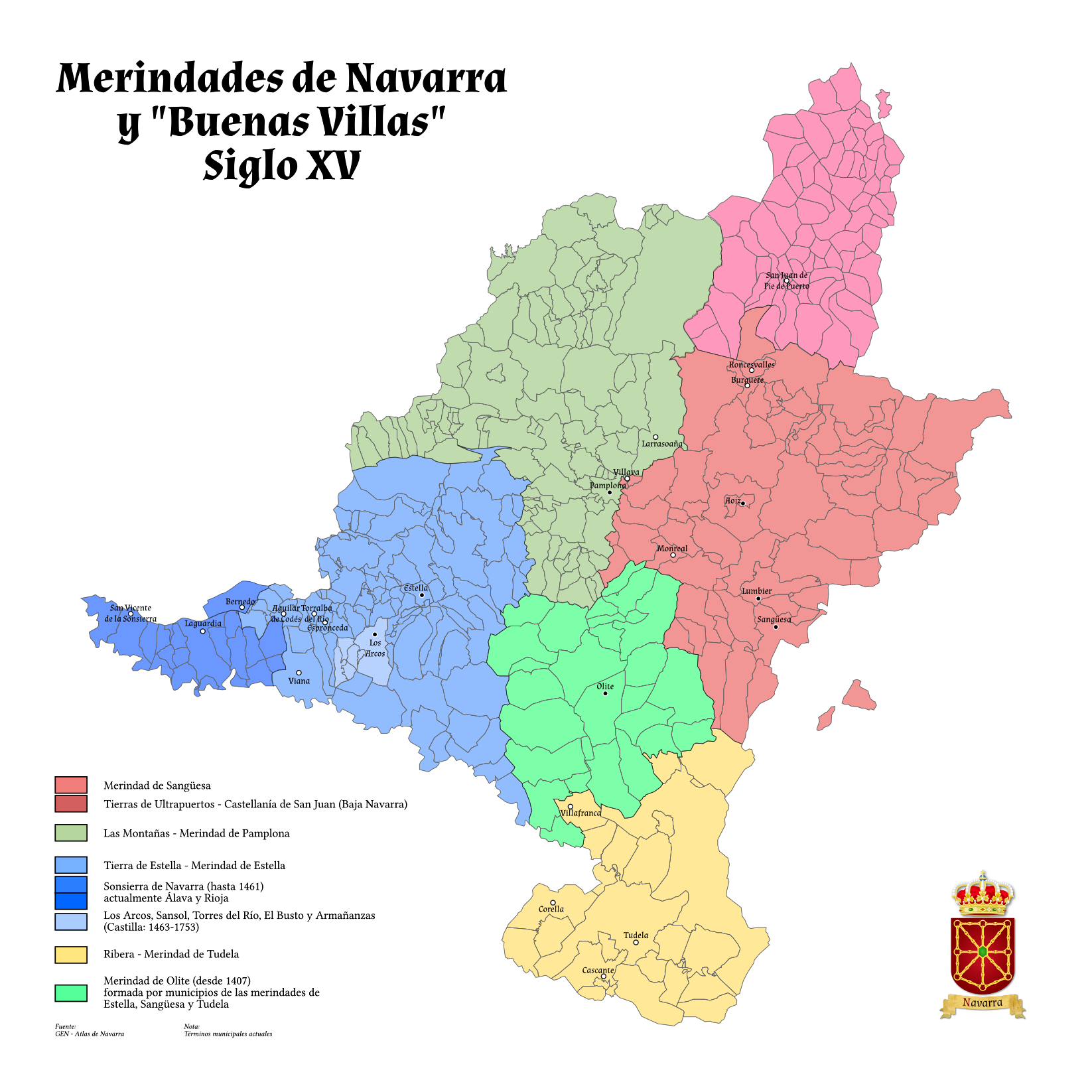
Mapa de la distribución de Navarra por merindades indicando las Buenas villas con derecho asiento en Cortes

### La nueva merindad: Olite
Las merindades fueron una estructuración geográfica-administrativa instaurada con la llegada de la Casa de Champaña al trono navarro. En el siglo XIII, en el reinado de Teobaldo II ya están definidas las cuatro iniciales: Pamplona (o Montaña), Estella (o Tierras de Estella, que incluía toda la extensión de la Sonsierra navarra hasta 1461), Sangüesa (que incluía la Castellanía de San Juan de Pie de Puerto que formalmente no se organiza como merindad) y Tudela (o Ribera). Las fronteras entre las cuatro fueron cambiando ligeramente durante ese siglo para consolidarse a finales del mismo. Aunque en general había al frente un merino, hubo casos y momentos que exigieron el nombramiento de dos que se repartieron el ámbito de administración. Las merindades, a su vez, se estructuraban en bailíos, almiradíos, cendeas o valles.
En el siglo XV fue creada una quinta por parte de Carlos III el Noble. El 18 de abril de 1407, estando en Tudela, Carlos III instituye la merindad de Olite, en ella agrupa algunos territorios que hasta entonces estaban incluidos en las merindades de Estella, Sangüesa y Tudela. Con esa ocasión establece que el merino de Olite dispondrá a perpetuo del castillo de Tafalla, para guardar en prisión a los malhechores.

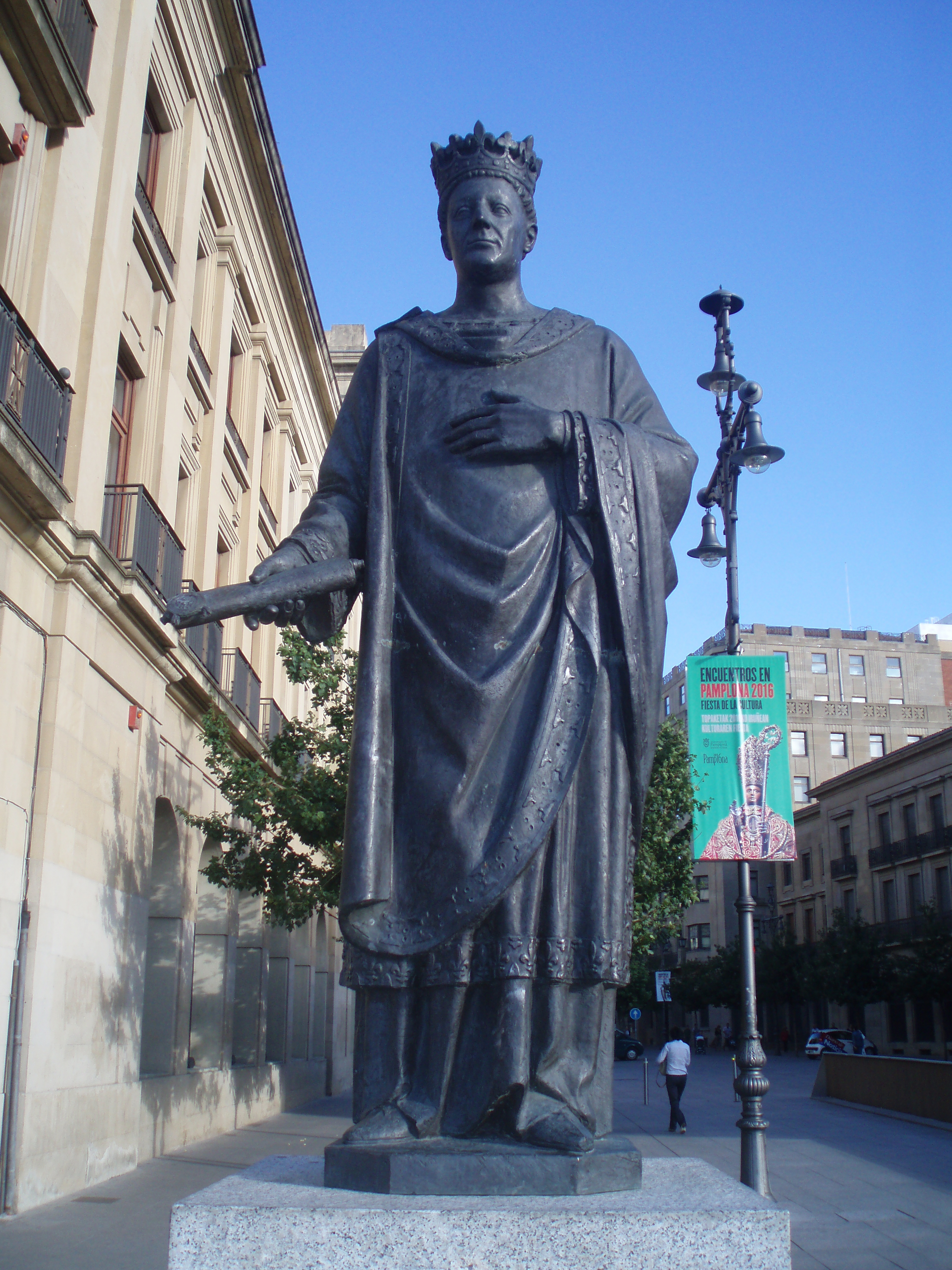
Estatua de Carlos III el Noble en Pamplona

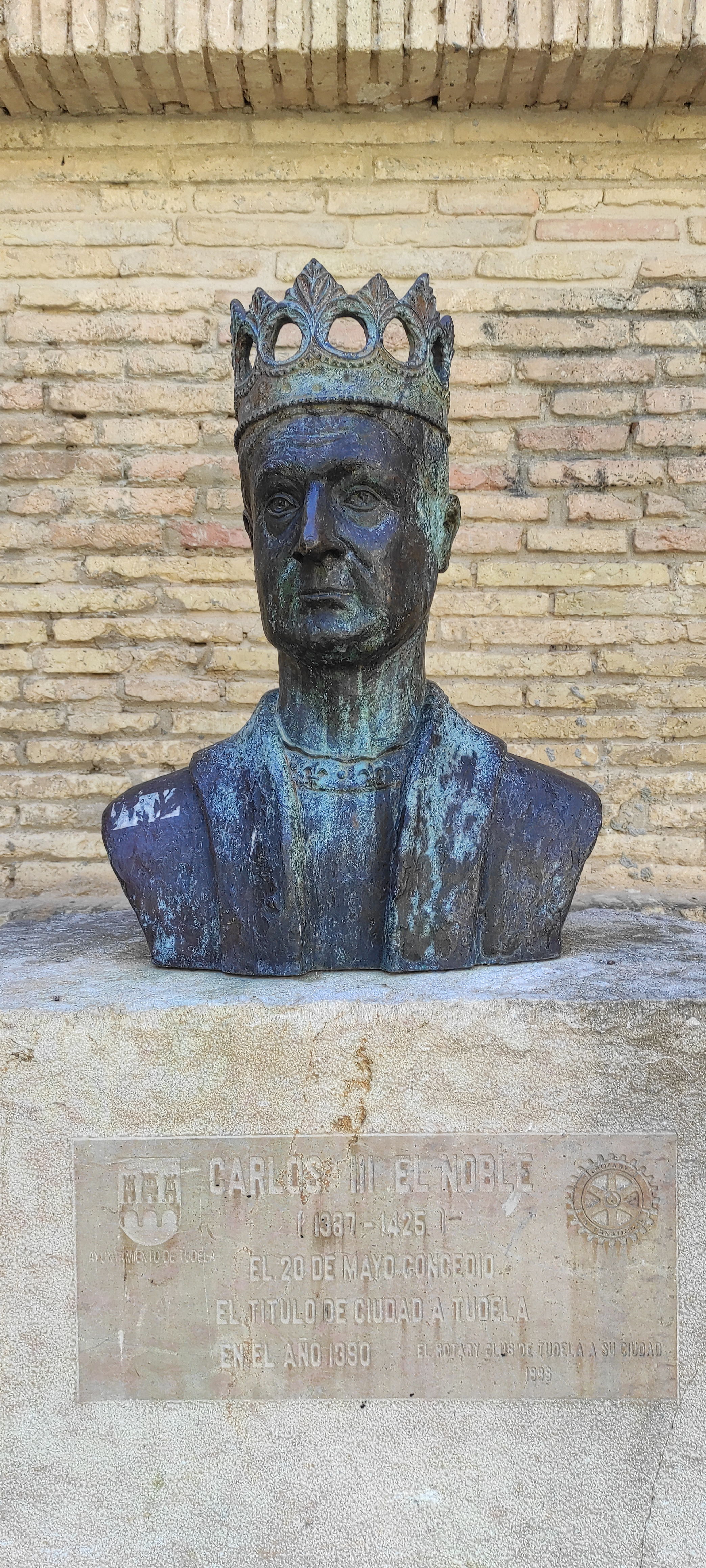
Monumento a Carlos III el Noble (Tudela)

## Descendencia
Contrajo matrimonio en Soria con Leonor de Trastámara, hija del rey Enrique II de Castilla, el 27 de mayo de 1375. Tuvo los siguientes hijos: 
- Juana (1382[41]-julio de 1413), casada con Juan I de Foix.[42]
- María (1384[41]-6 de enero de 1405[43][a]).
- Blanca (1385[44]-3 de abril de 1441). Sucedió a su padre en 1424 como reina de Navarra.[44][42]
- Beatriz (1386[41]-noviembre[45]/diciembre[46] de 1415[47]), casada en 1402 con Jaime II de Borbón, conde de la Marche.[42] De este matrimonio nació Leonor de Borbón y Évreux (Burlada, 1407-?, 1464), la primera nieta de Carlos y Leonor,[48] que terminaría por heredar el ducado de Nemours, el condado de La Marche y el de Castres, habiendo casado con Bernardo VIII, conde de Armañac.[49]
- Isabel (1395[43]- después del 31 de agosto de 1435), casada con Juan IV, conde de Armagnac.
- Carlos (15 de agosto de 1397 - 12 de agosto de 1402[43]), jurado heredero del trono en 1398 y fallecido a los cinco años.[42]
- Luis (1399[43]- 14 de octubre de 1403[43]), fallecido antes de cumplir un año.[42]
- Margarita (ca. 1401[43]- 1403[43]).

Tuvo varios hijos ilegítimos, «habidos en señoras principales»:
- Juana de Navarra,[50] la hija mayor tenida fuera de matrimonio[42] con Gracia del Verde.[51] Sin noticia exacta de su fecha de nacimiento, en 1395 consta que estaba al cuidado del alcalde de Tudela, Guillén de Agreda y que fue criada por Urraca Jiménez de Fustiñana, esposa de Juan Gil de Caparroso, vecino de Tudela.[52] El 8 de marzo de 1396 se firmaron las capitulaciones matrimoniales para su boda con Íñigo Ortiz de Zúñiga, señor de Mendavia y Clavijo y mariscal de Castilla, fallecido en 1420, hijo legítimo de Diego López de Zúñiga, justicia mayor del rey, y de su esposa Juana García de Leyva.[53] Ambos eran menores de edad. Los desposorios se firmaron el 26 de agosto de 1403[54] aunque la boda se celebró cinco años después, en julio de 1408.[55] En julio de 1414 enfermó estando en Miranda de Ebro[56] pudiendo fallecer poco después en Estella donde al parecer fue enterrada.[57] Con descendencia (entre otros, padres del I conde de Nieva).
- Lancelot (c. 1386-8 de enero de 1420), vicario general y administrador apostólico del Obispado de Pamplona[42] cuando estuvo vacante, entre 1408 y 1420.
- Godofre de Navarra, conde de Cortes y mariscal de Navarra.[42] Contrajo matrimonio en primeras nupcias con Teresa Ramírez de Arellano con quien tuvo una hija,  Blanca quien murió joven. Una vez que Godofredo llegó a Castilla, se casó con Elvira de Torres de Navarra, su deuda, con gran diferencia de edad pero él se interesó en ella para asegurar sus influencias en Castilla y Andalucía pues la Casa de Torres era de las más poderosas. Godofredo había perdido gran influencia por entonces el haber llegado al trono su medio hermana. Con Elvira tuvo un hijo, Carlos de Navarra, llamado también Carlos de Cortes, quien sirvió en la corte de Castilla. Fue quien recibió acompañando a sus tíos de la Casa de Torres con gran esplendor a los Reyes Católicos al llegar al Reino de Jaén.[58]
- Juana de Navarra, hermana homónima de la hija mayor de los hijos tenidos fuera de matrimonio, señora de Sada y Eslava.[42] Contrajo matrimonio el 10 de agosto de 1424 con Luis de Beaumont,[50][42] creado conde de Lerín en ocasión de su boda por su suegro.
- Leonel, fallecido después de 1441.
- María, monja.

## Ancestros
| \| \| \| \| \| \| \| \| \| \| \| \| \| \| \| \| \| \| \| \| 16. Felipe IV de Francia \| \| \| \| \| \| \| \| \| \| \| \| \| \| \| \| \| \| \| \| \| \| \| \| \| \| \| \| \| \| \| \| \| \| \| \| \| \| \| \| \| \| \| \| \| \| \| \| \| \| \| \| \| \| 8. Luis X de Francia \| \| \| \| \| \| \| \| \| \| \| \| \| \| \| \| \| \| \| \| \| \| \| \| \| \| \| \| \| \| \| \| \| \| \| \| \| \| \| \| \| \| \| \| \| \| \| \| \| \| \| \| \| \| 17. Juana I de Navarra \| \| \| \| \| \| \| \| \| \| \| \| \| \| \| \| \| \| \| \| \| \| \| \| \| \| \| \| \| \| \| \| \| \| \| \| \| \| \| \| \| \| \| \| \| \| \| \| \| \| \| \| \| \| 4. Juana II de Navarra \| \| \| \| \| \| \| \| \| \| \| \| \| \| \| \| \| \| \| \| \| \| \| \| \| \| \| \| \| \| \| \| \| \| \| \| \| \| \| \| \| \| \| \| \| \| \| \| \| \| \| \| \| \| 18. Roberto II de Borgoña =26 \| \| \| \| \| \| \| \| \| \| \| \| \| \| \| \| \| \| \| \| \| \| \| \| \| \| \| \| \| \| \| \| \| \| \| \| \| \| \| \| \| \| \| \| \| \| \| \| \| \| \| \| \| \| 9. Margarita de Borgoña \| \| \| \| \| \| \| \| \| \| \| \| \| \| \| \| \| \| \| \| \| \| \| \| \| \| \| \| \| \| \| \| \| \| \| \| \| \| \| \| \| \| \| \| \| \| \| \| \| \| \| \| \| \| 19. Inés de Francia =27 \| \| \| \| \| \| \| \| \| \| \| \| \| \| \| \| \| \| \| \| \| \| \| \| \| \| \| \| \| \| \| \| \| \| \| \| \| \| \| \| \| \| \| \| \| \| \| \| \| \| \| \| \| \| 2. Carlos II de Navarra \| \| \| \| \| \| \| \| \| \| \| \| \| \| \| \| \| \| \| \| \| \| \| \| \| \| \| \| \| \| \| \| \| \| \| \| \| \| \| \| \| \| \| \| \| \| \| \| \| \| \| \| \| \| 20. Felipe III de Francia \| \| \| \| \| \| \| \| \| \| \| \| \| \| \| \| \| \| \| \| \| \| \| \| \| \| \| \| \| \| \| \| \| \| \| \| \| \| \| \| \| \| \| \| \| \| \| \| \| \| \| \| \| \| 10. Luis de Évreux \| \| \| \| \| \| \| \| \| \| \| \| \| \| \| \| \| \| \| \| \| \| \| \| \| \| \| \| \| \| \| \| \| \| \| \| \| \| \| \| \| \| \| \| \| \| \| \| \| \| \| \| \| \| 21. María de Brabante \| \| \| \| \| \| \| \| \| \| \| \| \| \| \| \| \| \| \| \| \| \| \| \| \| \| \| \| \| \| \| \| \| \| \| \| \| \| \| \| \| \| \| \| \| \| \| \| \| \| \| \| \| \| 5. Felipe de Évreux \| \| \| \| \| \| \| \| \| \| \| \| \| \| \| \| \| \| \| \| \| \| \| \| \| \| \| \| \| \| \| \| \| \| \| \| \| \| \| \| \| \| \| \| \| \| \| \| \| \| \| \| \| \| 22. Felipe de Artois \| \| \| \| \| \| \| \| \| \| \| \| \| \| \| \| \| \| \| \| \| \| \| \| \| \| \| \| \| \| \| \| \| \| \| \| \| \| \| \| \| \| \| \| \| \| \| \| \| \| \| \| \| \| 11. Margarita de Artois \| \| \| \| \| \| \| \| \| \| \| \| \| \| \| \| \| \| \| \| \| \| \| \| \| \| \| \| \| \| \| \| \| \| \| \| \| \| \| \| \| \| \| \| \| \| \| \| \| \| \| \| \| \| 23. Blanca de Bretaña \| \| \| \| \| \| \| \| \| \| \| \| \| \| \| \| \| \| \| \| \| \| \| \| \| \| \| \| \| \| \| \| \| \| \| \| \| \| \| \| \| \| \| \| \| \| \| \| \| \| \| \| \| \| 1. Carlos III de Navarra \| \| \| \| \| \| \| \| \| \| \| \| \| \| \| \| \| \| \| \| \| \| \| \| \| \| \| \| \| \| \| \| \| \| \| \| \| \| \| \| \| \| \| \| \| \| \| \| \| \| \| \| \| \| 24. Carlos de Valois \| \| \| \| \| \| \| \| \| \| \| \| \| \| \| \| \| \| \| \| \| \| \| \| \| \| \| \| \| \| \| \| \| \| \| \| \| \| \| \| \| \| \| \| \| \| \| \| \| \| \| \| \| \| 12. Felipe VI de Francia \| \| \| \| \| \| \| \| \| \| \| \| \| \| \| \| \| \| \| \| \| \| \| \| \| \| \| \| \| \| \| \| \| \| \| \| \| \| \| \| \| \| \| \| \| \| \| \| \| \| \| \| \| \| 25. Margarita de Anjou-Sicilia \| \| \| \| \| \| \| \| \| \| \| \| \| \| \| \| \| \| \| \| \| \| \| \| \| \| \| \| \| \| \| \| \| \| \| \| \| \| \| \| \| \| \| \| \| \| \| \| \| \| \| \| \| \| 6. Juan II de Francia \| \| \| \| \| \| \| \| \| \| \| \| \| \| \| \| \| \| \| \| \| \| \| \| \| \| \| \| \| \| \| \| \| \| \| \| \| \| \| \| \| \| \| \| \| \| \| \| \| \| \| \| \| \| 26. Roberto II de Borgoña = 18. \| \| \| \| \| \| \| \| \| \| \| \| \| \| \| \| \| \| \| \| \| \| \| \| \| \| \| \| \| \| \| \| \| \| \| \| \| \| \| \| \| \| \| \| \| \| \| \| \| \| \| \| \| \| 13. Juana de Borgoña \| \| \| \| \| \| \| \| \| \| \| \| \| \| \| \| \| \| \| \| \| \| \| \| \| \| \| \| \| \| \| \| \| \| \| \| \| \| \| \| \| \| \| \| \| \| \| \| \| \| \| \| \| \| 27. Inés de Francia = 19. \| \| \| \| \| \| \| \| \| \| \| \| \| \| \| \| \| \| \| \| \| \| \| \| \| \| \| \| \| \| \| \| \| \| \| \| \| \| \| \| \| \| \| \| \| \| \| \| \| \| \| \| \| \| 3. Juana de Francia \| \| \| \| \| \| \| \| \| \| \| \| \| \| \| \| \| \| \| \| \| \| \| \| \| \| \| \| \| \| \| \| \| \| \| \| \| \| \| \| \| \| \| \| \| \| \| \| \| \| \| \| \| \| 28. Enrique VII del Sacro Imperio \| \| \| \| \| \| \| \| \| \| \| \| \| \| \| \| \| \| \| \| \| \| \| \| \| \| \| \| \| \| \| \| \| \| \| \| \| \| \| \| \| \| \| \| \| \| \| \| \| \| \| \| \| \| 14. Juan I de Bohemia \| \| \| \| \| \| \| \| \| \| \| \| \| \| \| \| \| \| \| \| \| \| \| \| \| \| \| \| \| \| \| \| \| \| \| \| \| \| \| \| \| \| \| \| \| \| \| \| \| \| \| \| \| \| 29. Margarita de Brabante \| \| \| \| \| \| \| \| \| \| \| \| \| \| \| \| \| \| \| \| \| \| \| \| \| \| \| \| \| \| \| \| \| \| \| \| \| \| \| \| \| \| \| \| \| \| \| \| \| \| \| \| \| \| 7. Bona de Luxemburgo \| \| \| \| \| \| \| \| \| \| \| \| \| \| \| \| \| \| \| \| \| \| \| \| \| \| \| \| \| \| \| \| \| \| \| \| \| \| \| \| \| \| \| \| \| \| \| \| \| \| \| \| \| \| 30. Wenceslao II de Bohemia \| \| \| \| \| \| \| \| \| \| \| \| \| \| \| \| \| \| \| \| \| \| \| \| \| \| \| \| \| \| \| \| \| \| \| \| \| \| \| \| \| \| \| \| \| \| \| \| \| \| \| \| \| \| 15. Isabel I de Bohemia \| \| \| \| \| \| \| \| \| \| \| \| \| \| \| \| \| \| \| \| \| \| \| \| \| \| \| \| \| \| \| \| \| \| \| \| \| \| \| \| \| \| \| \| \| \| \| \| \| \| \| \| \| \| 31. Judith de Habsburgo \| \| \| \| \| \| \| \| \| \| \| \| \| \| \| \| \| \| \| \| \| \| \| \| \| \| \| \| \| \| \| \| \| \| \| \| \| \| \| \| \| \| \| \| \| \| \| \| \| \| \| \| |                                   |  |  |  |  |  |  |  |  |  |  |  |  |  |  |  |
| |                                   |  |  |  |  |  |  |  |  |  |  |  |  |  |  |  |
| | 16. Felipe IV de Francia          |  |  |  |  |  |  |  |  |  |  |  |  |  |  |  |
| |                                   |  |  |  |  |  |  |  |  |  |  |  |  |  |  |  |
| |                                   |  |  |  |  |  |  |  |  |  |  |  |  |  |  |  |
| | 8. Luis X de Francia              |  |  |  |  |  |  |  |  |  |  |  |  |  |  |  |
| |                                   |  |  |  |  |  |  |  |  |  |  |  |  |  |  |  |
| |                                   |  |  |  |  |  |  |  |  |  |  |  |  |  |  |  |
| | 17. Juana I de Navarra            |  |  |  |  |  |  |  |  |  |  |  |  |  |  |  |
| |                                   |  |  |  |  |  |  |  |  |  |  |  |  |  |  |  |
| |                                   |  |  |  |  |  |  |  |  |  |  |  |  |  |  |  |
| | 4. Juana II de Navarra            |  |  |  |  |  |  |  |  |  |  |  |  |  |  |  |
| |                                   |  |  |  |  |  |  |  |  |  |  |  |  |  |  |  |
| |                                   |  |  |  |  |  |  |  |  |  |  |  |  |  |  |  |
| | 18. Roberto II de Borgoña =26     |  |  |  |  |  |  |  |  |  |  |  |  |  |  |  |
| |                                   |  |  |  |  |  |  |  |  |  |  |  |  |  |  |  |
| |                                   |  |  |  |  |  |  |  |  |  |  |  |  |  |  |  |
| | 9. Margarita de Borgoña           |  |  |  |  |  |  |  |  |  |  |  |  |  |  |  |
| |                                   |  |  |  |  |  |  |  |  |  |  |  |  |  |  |  |
| |                                   |  |  |  |  |  |  |  |  |  |  |  |  |  |  |  |
| | 19. Inés de Francia =27           |  |  |  |  |  |  |  |  |  |  |  |  |  |  |  |
| |                                   |  |  |  |  |  |  |  |  |  |  |  |  |  |  |  |
| |                                   |  |  |  |  |  |  |  |  |  |  |  |  |  |  |  |
| | 2. Carlos II de Navarra           |  |  |  |  |  |  |  |  |  |  |  |  |  |  |  |
| |                                   |  |  |  |  |  |  |  |  |  |  |  |  |  |  |  |
| |                                   |  |  |  |  |  |  |  |  |  |  |  |  |  |  |  |
| | 20. Felipe III de Francia         |  |  |  |  |  |  |  |  |  |  |  |  |  |  |  |
| |                                   |  |  |  |  |  |  |  |  |  |  |  |  |  |  |  |
| |                                   |  |  |  |  |  |  |  |  |  |  |  |  |  |  |  |
| | 10. Luis de Évreux                |  |  |  |  |  |  |  |  |  |  |  |  |  |  |  |
| |                                   |  |  |  |  |  |  |  |  |  |  |  |  |  |  |  |
| |                                   |  |  |  |  |  |  |  |  |  |  |  |  |  |  |  |
| | 21. María de Brabante             |  |  |  |  |  |  |  |  |  |  |  |  |  |  |  |
| |                                   |  |  |  |  |  |  |  |  |  |  |  |  |  |  |  |
| |                                   |  |  |  |  |  |  |  |  |  |  |  |  |  |  |  |
| | 5. Felipe de Évreux               |  |  |  |  |  |  |  |  |  |  |  |  |  |  |  |
| |                                   |  |  |  |  |  |  |  |  |  |  |  |  |  |  |  |
| |                                   |  |  |  |  |  |  |  |  |  |  |  |  |  |  |  |
| | 22. Felipe de Artois              |  |  |  |  |  |  |  |  |  |  |  |  |  |  |  |
| |                                   |  |  |  |  |  |  |  |  |  |  |  |  |  |  |  |
| |                                   |  |  |  |  |  |  |  |  |  |  |  |  |  |  |  |
| | 11. Margarita de Artois           |  |  |  |  |  |  |  |  |  |  |  |  |  |  |  |
| |                                   |  |  |  |  |  |  |  |  |  |  |  |  |  |  |  |
| |                                   |  |  |  |  |  |  |  |  |  |  |  |  |  |  |  |
| | 23. Blanca de Bretaña             |  |  |  |  |  |  |  |  |  |  |  |  |  |  |  |
| |                                   |  |  |  |  |  |  |  |  |  |  |  |  |  |  |  |
| |                                   |  |  |  |  |  |  |  |  |  |  |  |  |  |  |  |
| | 1. Carlos III de Navarra          |  |  |  |  |  |  |  |  |  |  |  |  |  |  |  |
| |                                   |  |  |  |  |  |  |  |  |  |  |  |  |  |  |  |
| |                                   |  |  |  |  |  |  |  |  |  |  |  |  |  |  |  |
| | 24. Carlos de Valois              |  |  |  |  |  |  |  |  |  |  |  |  |  |  |  |
| |                                   |  |  |  |  |  |  |  |  |  |  |  |  |  |  |  |
| |                                   |  |  |  |  |  |  |  |  |  |  |  |  |  |  |  |
| | 12. Felipe VI de Francia          |  |  |  |  |  |  |  |  |  |  |  |  |  |  |  |
| |                                   |  |  |  |  |  |  |  |  |  |  |  |  |  |  |  |
| |                                   |  |  |  |  |  |  |  |  |  |  |  |  |  |  |  |
| | 25. Margarita de Anjou-Sicilia    |  |  |  |  |  |  |  |  |  |  |  |  |  |  |  |
| |                                   |  |  |  |  |  |  |  |  |  |  |  |  |  |  |  |
| |                                   |  |  |  |  |  |  |  |  |  |  |  |  |  |  |  |
| | 6. Juan II de Francia             |  |  |  |  |  |  |  |  |  |  |  |  |  |  |  |
| |                                   |  |  |  |  |  |  |  |  |  |  |  |  |  |  |  |
| |                                   |  |  |  |  |  |  |  |  |  |  |  |  |  |  |  |
| | 26. Roberto II de Borgoña = 18.   |  |  |  |  |  |  |  |  |  |  |  |  |  |  |  |
| |                                   |  |  |  |  |  |  |  |  |  |  |  |  |  |  |  |
| |                                   |  |  |  |  |  |  |  |  |  |  |  |  |  |  |  |
| | 13. Juana de Borgoña              |  |  |  |  |  |  |  |  |  |  |  |  |  |  |  |
| |                                   |  |  |  |  |  |  |  |  |  |  |  |  |  |  |  |
| |                                   |  |  |  |  |  |  |  |  |  |  |  |  |  |  |  |
| | 27. Inés de Francia = 19.         |  |  |  |  |  |  |  |  |  |  |  |  |  |  |  |
| |                                   |  |  |  |  |  |  |  |  |  |  |  |  |  |  |  |
| |                                   |  |  |  |  |  |  |  |  |  |  |  |  |  |  |  |
| | 3. Juana de Francia               |  |  |  |  |  |  |  |  |  |  |  |  |  |  |  |
| |                                   |  |  |  |  |  |  |  |  |  |  |  |  |  |  |  |
| |                                   |  |  |  |  |  |  |  |  |  |  |  |  |  |  |  |
| | 28. Enrique VII del Sacro Imperio |  |  |  |  |  |  |  |  |  |  |  |  |  |  |  |
| |                                   |  |  |  |  |  |  |  |  |  |  |  |  |  |  |  |
| |                                   |  |  |  |  |  |  |  |  |  |  |  |  |  |  |  |
| | 14. Juan I de Bohemia             |  |  |  |  |  |  |  |  |  |  |  |  |  |  |  |
| |                                   |  |  |  |  |  |  |  |  |  |  |  |  |  |  |  |
| |                                   |  |  |  |  |  |  |  |  |  |  |  |  |  |  |  |
| | 29. Margarita de Brabante         |  |  |  |  |  |  |  |  |  |  |  |  |  |  |  |
| |                                   |  |  |  |  |  |  |  |  |  |  |  |  |  |  |  |
| |                                   |  |  |  |  |  |  |  |  |  |  |  |  |  |  |  |
| | 7. Bona de Luxemburgo             |  |  |  |  |  |  |  |  |  |  |  |  |  |  |  |
| |                                   |  |  |  |  |  |  |  |  |  |  |  |  |  |  |  |
| |                                   |  |  |  |  |  |  |  |  |  |  |  |  |  |  |  |
| | 30. Wenceslao II de Bohemia       |  |  |  |  |  |  |  |  |  |  |  |  |  |  |  |
| |                                   |  |  |  |  |  |  |  |  |  |  |  |  |  |  |  |
| |                                   |  |  |  |  |  |  |  |  |  |  |  |  |  |  |  |
| | 15. Isabel I de Bohemia           |  |  |  |  |  |  |  |  |  |  |  |  |  |  |  |
| |                                   |  |  |  |  |  |  |  |  |  |  |  |  |  |  |  |
| |                                   |  |  |  |  |  |  |  |  |  |  |  |  |  |  |  |
| | 31. Judith de Habsburgo           |  |  |  |  |  |  |  |  |  |  |  |  |  |  |  |
| |                                   |  |  |  |  |  |  |  |  |  |  |  |  |  |  |  |
| |                                   |  |  |  |  |  |  |  |  |  |  |  |  |  |  |  |

| Predecesor: Carlos II    | Rey de Navarra 1387-1425   | Sucesora: Blanca I                                                      |
| Predecesor: Carlos II    | Conde de Évreux 1387-1404  | Sucesor: Se reintegra al Dominio Real de Francia                        |
| Predecesor: Nuevo título | Duque de Nemours 1404-1425 | Sucesor: Jaime de Armagnac (Tras disputárselo con los Reyes de Navarra) |